# Andere Kraft
Die Andere Kraft oder auch Kraft des Anderen (skt. para-bala; chinesisch 他力, Pinyin tālì, W.-G. t'a-li, hgl. 타력, taryeok; jap. 他力, tariki; viet. tha lực; tib. gzhan gyi stobs) ist ein zentrales Konzept im Amitabha-Buddhismus und bezeichnet die Kraft eines Buddhas oder Bodhisattvas (zumeist Amitabha), auf die zur Erlösung gehofft oder vertraut werden müsse.
Die „Andere Kraft“ steht im Gegensatz zur „Eigenen Kraft“ oder „Kraft des Selbst“ (skt. sva-bala, sva-tantra, svabāhu-bala, adhyātma-bala, vīrya; chin. 自力,  zìlì,  tzu-li; hgl. 자력, jaryeok; jap. 自力, jiriki; viet. tự lực), die im Amitabha-Buddhismus bestenfalls als „geschicktes Mittel“ (upāya) aufgefasst wird. Im Amitabha-Buddhismus wird die Vorstellung abgelehnt, dass man sich selbst durch seine eigenen Fähigkeiten erlösen könne – insbesondere nicht im Zeitalter der Degeneration des Buddha-Dharma. Dies ist eine radikale Abkehr von den Konzepten des Ur- und Frühbuddhismus, worin großer Wert darauf gelegt wurde, dass die Erleuchtung ein Zustand sei, den das Subjekt erst durch eigene Anstrengungen oder Einsichten erlangen müsse.
Tatsächlich ist ein wesentliches Ziel im Amitabha-Buddhismus in der Regel auch nicht der mental-spirituelle Eintritt ins Nirvana durch den Prozess der Erleuchtung, sondern der tatsächlich-körperliche Eintritt in das Reine Land Amitabhas, der einem im Augenblick des Todes durch völlige Hingabe an seine Andere Kraft und Vertrauen in sein Gelübde gewährt würde.
Praktiziert wird das Vertrauen in die Andere Kraft in den Schulen des Reinen Landes für gewöhnlich nur durch Rezitation des Nembutsu, wobei sich die einzelnen Schulen durchaus dahingehend unterscheiden, wie oft, wann oder auch in welchem Geiste dies geschehen müsse.
Einmal im Gläubigen realisiert, so die gängige Lehre, wirke die Andere Kraft Amitabhas ganz und gar durch ihn. Die Handlungen des Gläubigen würden so fortan völlig „spontan“ bzw. „natürlich“ (chin. 自然,  zìrán,  tzu-jan; hgl. 자연, jayeon; jap. 自然, jinen; viet. tự nhiên), in ihnen manifestiere sich die Andere Kraft beständig durch das Prinzip der nach außen gehenden Verdienstübertragung (jap. 往相廻向, ōsō-ekō; Amitabha überträgt sein karmisches Verdienst auf den Gläubigen) und der zurückkehrenden Verdienstübertragung (jap. 還相廻向, gensō-ekō; der Gläubige hilft anderen empfindungsfähigen Wesen, im Sinne des Mahayana-Buddhismus).